# Amphioplus famula
Amphioplus famula är en ormstjärneart som först beskrevs av Jean Baptiste François René Koehler 1910.  Amphioplus famula ingår i släktet Amphioplus och familjen trådormstjärnor. Inga underarter finns listade i Catalogue of Life.